# Bundesstraße

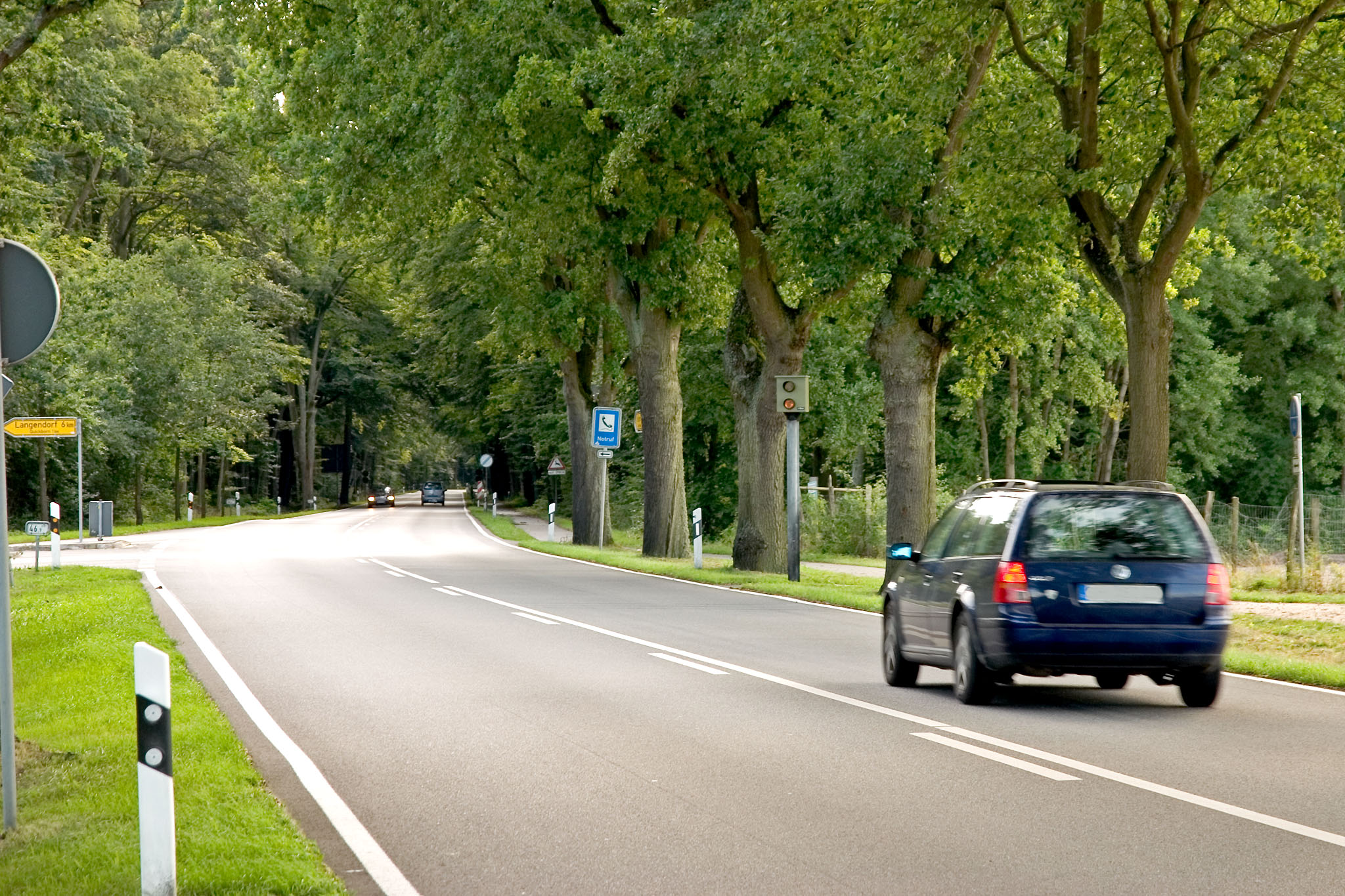
Verlauf einer zweistreifigen Bundesstraße im Freiland

Als Bundesstraßen werden bezeichnet:
- In Deutschland Fernstraßen (Überlandstraßen) im Eigentum des Bundes, die in erster Linie dem überregionalen Verkehr dienen. Im Unterschied zu Autobahnen dienen Bundesstraßen (sofern sie nicht als Kraftfahrstraße beschildert sind) nicht ausschließlich dem Schnellverkehr mit Kraftfahrzeugen.
- In Österreich:
  - historisch die länderüberspannenden Fernstraßen in Verwaltung des Bundes. Der Straßentyp existiert nicht mehr, die früher „Bundesstraße“ genannten Straßen heißen heute „Straße mit Vorrang“, die Kennzeichnung  „B“ hat sich erhalten in den Landesstraßen „B“.
  - heute allgemein Straßen, deren Erhalt dem Bund obliegt („Straßen des Bundes“), also meist Straßen von überragender Bedeutung für den nationalen Verkehr.

## Länder mit Bundesstraßen
Die meisten föderal organisierten Länder verfügen über ein Netz von Bundesstraßen. In einigen Ländern werden diese anders bezeichnet, beispielsweise als Nationalstraßen.

### Deutschland

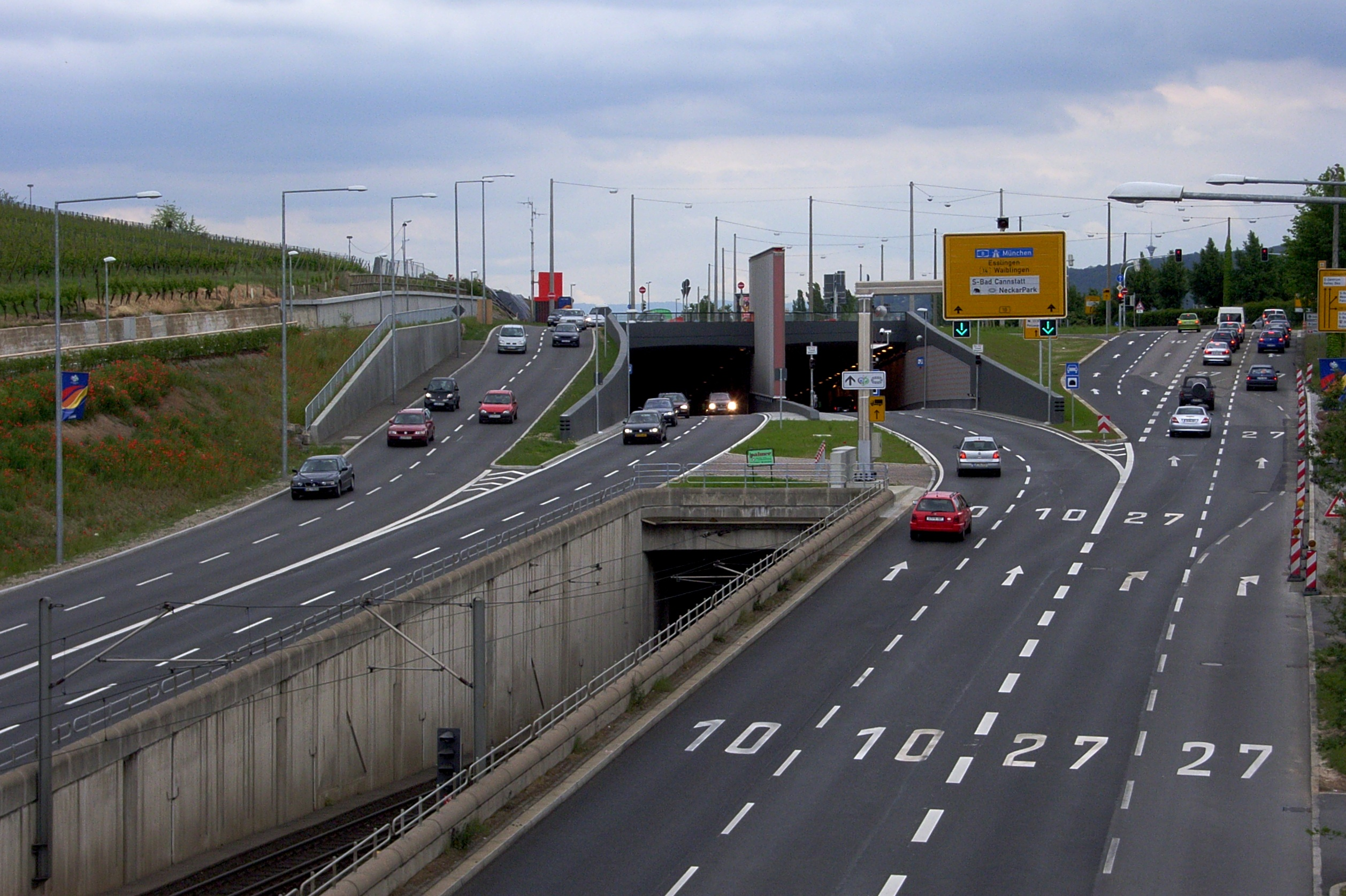
Zwei vierstreifige Bundesstraßen miteinander verflochten (hier: Pragsattel in Stuttgart)

Im Jahr 2019 betrug die Gesamtlänge der Bundesstraßen knapp 38.000 km. Bundesstraßen können je nach Verkehrsaufkommen entweder zwei-, drei- (z. B. B 27 zwischen Hünfeld und Fulda), vier- oder sechsstreifig (Rheinbrücke Maxau im Zuge der B 10 zwischen Wörth am Rhein und Karlsruhe) mit getrennten Richtungsfahrbahnen ausgebaut werden. Letztere besitzen dann ein autobahnähnliches Aussehen. Zusammen mit den Autobahnen, Landesstraßen und Kreisstraßen bilden die Bundesstraßen das übergeordnete Straßennetz, wie es beispielsweise im Land Berlin definiert ist.

#### Eigenschaften
Die Kurzbezeichnung besteht aus einer fortlaufenden Nummer und dem vorangestellten Großbuchstaben „B“ (zum Beispiel B 35). Die Kennzeichnung im Straßenverkehr erfolgt gemäß Straßenverkehrs-Ordnung durch kleine, schwarzumrandete, gelbe Tafeln mit der Nummer in schwarzer Schrift. Bis zur Novellierung der Straßenverkehrs-Ordnung von 1970 bedeutete dieses Schild als Verkehrszeichen eine Vorfahrtstraße. Die Kilometrierung erfolgt mit kleinen Schildern am Straßenrand, die in Deutschland als Stationszeichen bezeichnet werden.
In der DDR wurden die entsprechenden Straßen Fernverkehrsstraßen genannt und waren mit einem „F“ gekennzeichnet. Die Nummerierung von Reichs-, Fernverkehrs- und Bundesstraßen wurde beibehalten, nur einzelne Straßen wurden zurückgestuft (beispielsweise solche, die durch parallel verlaufende Autobahnen ergänzt wurden). Die Bezeichnungen im nicht mehr zu Deutschland gehörenden ehemaligen Reichsgebiet gelten nicht mehr, sie wurden nach 1945 von den dortigen Verwaltungen durch andere Namen ersetzt.
Die üblichen Geschwindigkeitsbegrenzungen für motorisierte Fahrzeuge auf Bundesstraßen betragen, sofern nicht explizit abweichend beschildert:
- außerhalb geschlossener Ortschaften 100 km/h
- innerhalb geschlossener Ortschaften 50 km/h
- auf autobahnähnlichen Bundesstraßen (mit mindestens zwei Fahrstreifen für eine Fahrtrichtung oder wenn die Richtungsfahrbahnen baulich getrennt sind) gilt in Deutschland eine Richtgeschwindigkeit von 130 km/h. (eine „Gelbe Autobahn“)

Die Straßenbaulast liegt bei der Bundesrepublik Deutschland, die die Auftragsverwaltung jedoch an die einzelnen Bundesländer abgibt. Das bedeutet, dass die Straßenbauverwaltung eines jeden Bundeslandes für den Bau und den Betrieb der Bundesstraßen in ihrem Verwaltungsgebiet verantwortlich ist. Bei Ortsdurchfahrten im Zuge von Bundesstraßen auf dem Gebiet von Städten mit mehr als 80.000 Einwohnern liegt die Baulast bei der Kommune. Bei Städten zwischen 50.000 und 80.000 Einwohnern kann auf Verlangen der Kommune die Baulast bei Zustimmung der obersten Kommunalaufsichtsbehörde auf die jeweilige Gemeinde übertragen werden (§ 5 FStrG).
In Deutschland umfasst das Bundesstraßennetz etwa 37.800 Kilometer (Stand 2021).

#### Systematik und Geschichte

Fernverkehrs- und Provinzialstraßen am Beispiel der preußischen Provinz Schleswig-Holstein, Reichsamt für Landesaufnahme (1930)

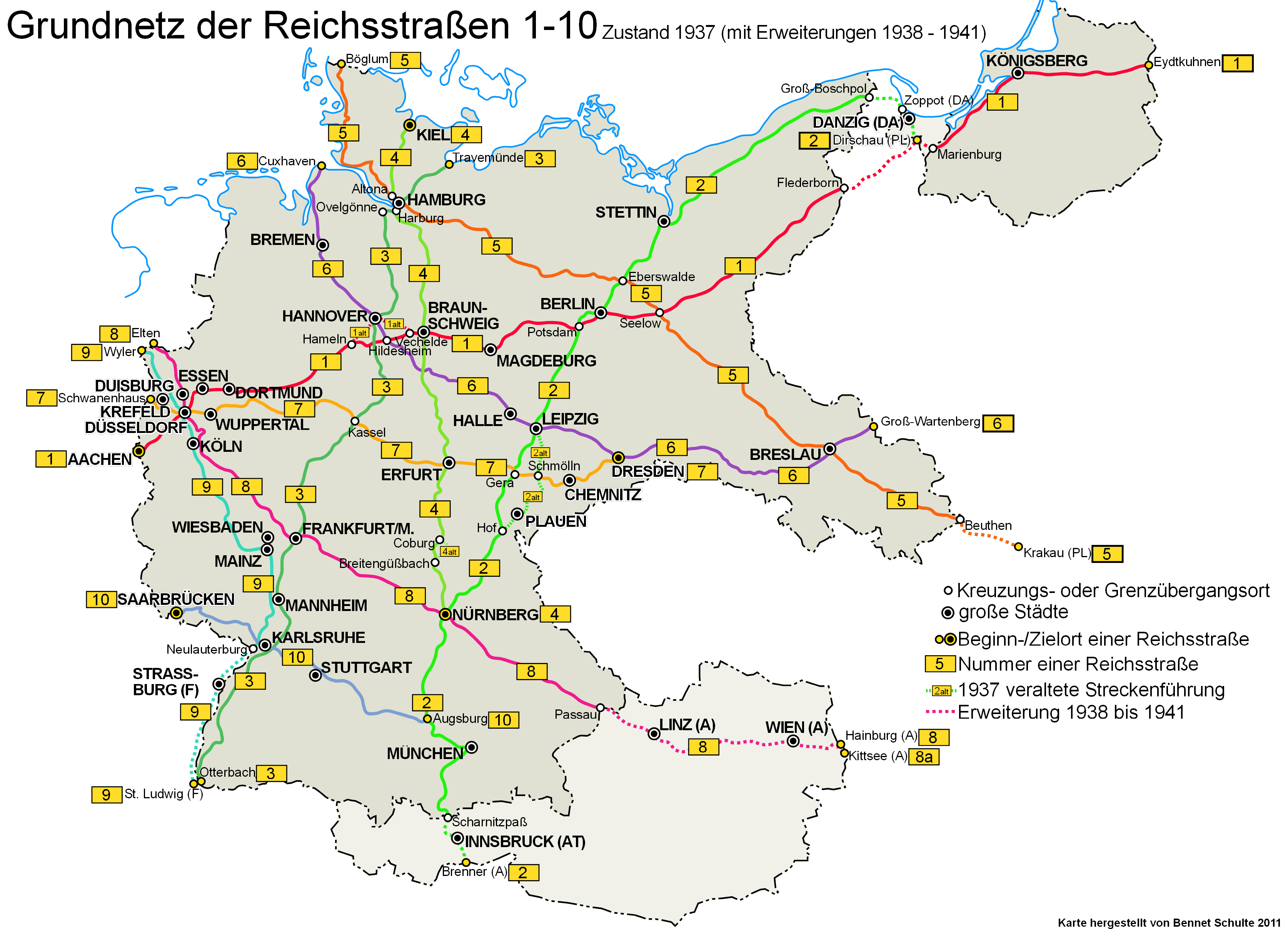
Grundnetz der Reichsstraßen 1–10 (1937 einschließlich der Erweiterungen bis 1941)

Gegen Ende der Weimarer Republik nahm man angesichts der allmählich zunehmenden Motorisierung und des damit einhergehenden Neu- und Ausbaus mehrerer Fernstraßen die Planung einer einheitlichen Nummerierung der Fernstraßen in Deutschland in Angriff. In stärker motorisierten Ländern wie Frankreich oder den USA war eine solche Nummerierung zu diesem Zeitpunkt bereits realisiert.
Der Reichstag beauftragte am 10. Mai 1926 die Regierung, „ein einheitliches Netz wichtiger Landstraßen“ zu erarbeiten. Auf dieser Sitzung nahm er einen von dem SPD-Abgeordneten Georg Simon vorgetragenen Entschließungsantrag des Verkehrsausschusses an, den dieser anlässlich der Diskussion über eine anstehende Erhöhung der Kraftfahrzeugsteuer entwickelt hatte: „In Anbetracht des Umstandes, daß die Bedeutung der Straßen und Wege für den Durchgangsverkehr der Kraftfahrzeuge ständig wächst, in der Erkenntnis der Notwendigkeit, das Straßennetz im Reiche nach einheitlichen großen Gesichtspunkten auszubauen und zu verwalten, wenn nicht die Gesamtwirtschaft auf Dauer schweren Schaden leiden soll, [sei es erforderlich,] das Straßen- und Wegebaurecht im Rahmen der Reichsverfassung reichsgesetzlich“ zu regeln. Aufgrund dieses Anstoßes wurde 1930 vom Reichsamt für Landesaufnahme nach Vorgaben des Reichsverkehrsministeriums eine Karte der Fernverkehrsstraßen (mit rotem Fernverkehrsstraßennetz) herausgegeben und dann am 17. Januar 1932, zur „Verbesserung der Orientierung im Deutschen Reich“ das neue System der Fernverkehrsstraßen mit der Abkürzung „F“ eingeführt. Angesichts der föderalen Aufgabenverteilung in der Weimarer Verfassung, in der die Straßen den Ländern, nicht dem Reich gehörten, beschränkte sich das neue Netz auf eine Auszeichnung von Routen für den Fernverkehr. Die ersten neun Nummern – die einstelligen Zahlen – wurden denjenigen Straßen zugewiesen, die Deutschland ganz durchliefen. Sie bildeten das Grundnetz. Die zwei- und dreistelligen Nummern wurden systematisch von Süd nach Nord und weiter von West nach Ost vergeben. Mit der Nummer 138 war diese erste Phase der Nummerierung abgeschlossen. Da die letzten dieser so nummerierten Straßen alle im Osten des damaligen Deutschen Reiches lagen (Schlesien, Pommern, östliches Brandenburg sowie Neumark und Ostpreußen) und diese Ostgebiete nach dem Zweiten Weltkrieg an Polen und die Sowjetunion fielen, klafft in der jetzigen Systematik der Bundesstraßen eine Lücke von Nummer 114 bis zur Nummer 165 (in verkürzter Form sind allerdings die Straßen 115, 156 und 158 in Brandenburg, Sachsen und Mecklenburg-Vorpommern noch vertreten). Auch die Straße mit der Nummer 122 (nach 1945 F 122 und später B 122 genannt) gehörte dazu, bis sie umgewidmet wurde und eine neue Bundesstraße 122 (B 122) im Norden Brandenburgs und im Süden Mecklenburgs ausgewiesen wurde.
Mit dem „Gesetz über die einstweilige Neuregelung des Straßenwesens und der Straßenverwaltung“ vom 26. März 1934 wurden die übernommenen Fernverkehrsstraßen in Reichsstraßen umbenannt und mit der neuen Straßenverkehrs-Ordnung erstmals das noch heute übliche kleine gelbe Schild mit der Straßennummer eingeführt. Reichsstraßen waren mit einem „R“ und einer Nummer kenntlich gemacht. Als weitere Ordnungsklassen wurden Landstraßen I. Ordnung und Landstraßen II. Ordnung eingeführt. In einer ersten Phase wurden die bisherigen Fernverkehrsstraßen und die neu hinzugekommenen Reichsstraßen mit ihren bisherigen Bezeichnungen geführt. Ein Beispiel findet sich in einer amtlichen Kreisbeschreibung des preußischen, heute rheinland-pfälzischen Kreises Ahrweiler, in dem die Reichs- und heutigen Bundesstraßen 9, 257, 266, 267 und 258 wie folgt beschrieben werden:

„Erschlossen ist der Kreis durch folgende Straßen:

A. Reichsstraßen

1. Straße F 9 Köln-Mainz (Rheinstraße).
2. Straße Nr. 312 Bonn-Trier über die sogenannte Grafschaft.
3. Straße Nr. 310 Euskirchen-Linz über die sogenannte Grafschaft bis zur Ahr.
4. Straße Nr. 322 Bad Neuenahr-Altenahr.
5. Straße Nr. 313 Aachen-Nürburgring-Mayen-Koblenz.

B. Straßen I. Ordnung (Provinzialstraßen)

[…] (es folgen 13 Straßen mit dreistelligen, mit 5, 8 oder 9 beginnenden Nummern)

C. Straßen II. Ordnung (Kreisstraßen)

in einer Gesamtlänge von 182,973 km. […]“

Die zweite Phase der Nummerierung begann 1936, nachdem ein Erlass des Generalinspekteurs für das deutsche Straßenwesen vom 27. Februar 1936 die Nummerierung aller Reichsstraßen angeordnet hatte, und erfolgte auf der Grundlage der Fernverkehrsstraßen-Nummerierung, die aber an manchen Stellen auch abgeändert wurde. Die neuen Nummern setzten sich ab der Nr. 139 in Ostpreußen fort und wanderten in umgekehrter Richtung nach Westen und dann wieder von Nord nach Süd. In dieser Phase erteilte Nummern waren die 139 bis 327. Die Nummern 328 bis 432 wurden von 1938 bis zum Ende des Krieges vergeben, und zwar ausschließlich für die vor dem Krieg (Anschluss Österreichs und Annexion des Sudetenlandes und Besetzung der so genannten „Rest-Tschechei“) und im Krieg (in Polen, Frankreich, Luxemburg und Belgien) angegliederten oder unter deutsche Zivilverwaltung gestellten Gebiete sowie wichtige Verbindungswege dorthin. Viele dieser Nummern von 328 bis 432 existieren nicht mehr oder wurden neu vergeben. Einige Nummern wie die 400 widmete man im Lauf der Zeit sogar mehrmals neu. Bis heute existieren noch kurze Teilstücke der B 378 und der B 399, während die B 388 eine erhebliche Verlängerung nach Westen erfuhr.

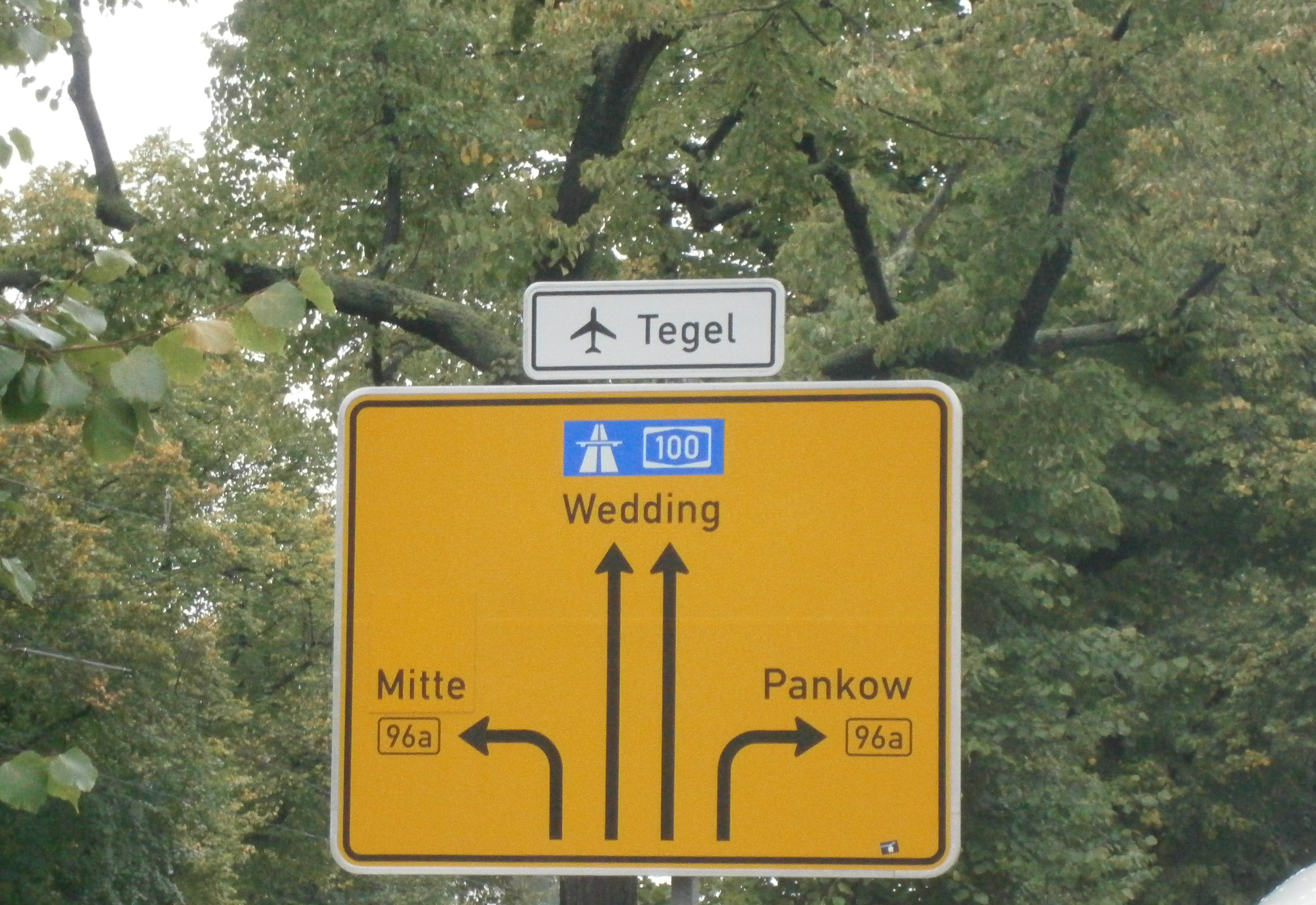
Wegweiser in der Wisbyer Straße östlich der Schönhauser Allee – Hinweis B 96a

Nach dem Zweiten Weltkrieg galt die Nummerierung weiter, zunächst noch mit der Bezeichnung Reichsstraßen. Nach Gründung der Bundesrepublik Deutschland, am 24. Mai 1949, erhielten die westdeutschen Straßen anstatt des alten „R“ ein „B“ für den neuen Begriff Bundesstraße vor ihrer Nummer, in der DDR wurden der Begriff Fernverkehrsstraßen – jetzt mit dem Kürzel „F“ – wieder eingeführt. Aus der R 1 von Aachen bis Ostpreußen wurde so im Westen die B 1 von Aachen bis Helmstedt und weiter von Berlin-Wannsee bis zum Potsdamer Platz, und in der DDR die F 1 von Morsleben bis Potsdam sowie von Berlin-Mitte bis Kietz. Da die DDR, trotz F-Kürzel, bis auf wenige Ausnahmen (F 96a, eine 1964 und 1967 gebaute breitere Parallelstrecke zur F 96 im heutigen Mecklenburg-Vorpommern sowie die Umgehung von West-Berlin) die Nummerierung der Reichsstraßen weitgehend beibehielt, konnten mit dem Beitritt der DDR zur Bundesrepublik am 3. Oktober 1990 aus den F-Straßen durch einfache Umbezeichnung die entsprechenden B-Straßen werden.
Nach 1949 wurden in Westdeutschland die Nummern ab 399 vergeben. Die Vergabe erfolgte im Wesentlichen ab 1960 durch die Aufstufung zahlreicher Landesstraßen, wobei auch viele Bundesstraßen mit schon bestehender Nummer verlängert wurden. Ab 526 bis zur höchsten Nummer 588 ist die Reihe sehr lückenhaft und könnte weiter aufgefüllt werden.

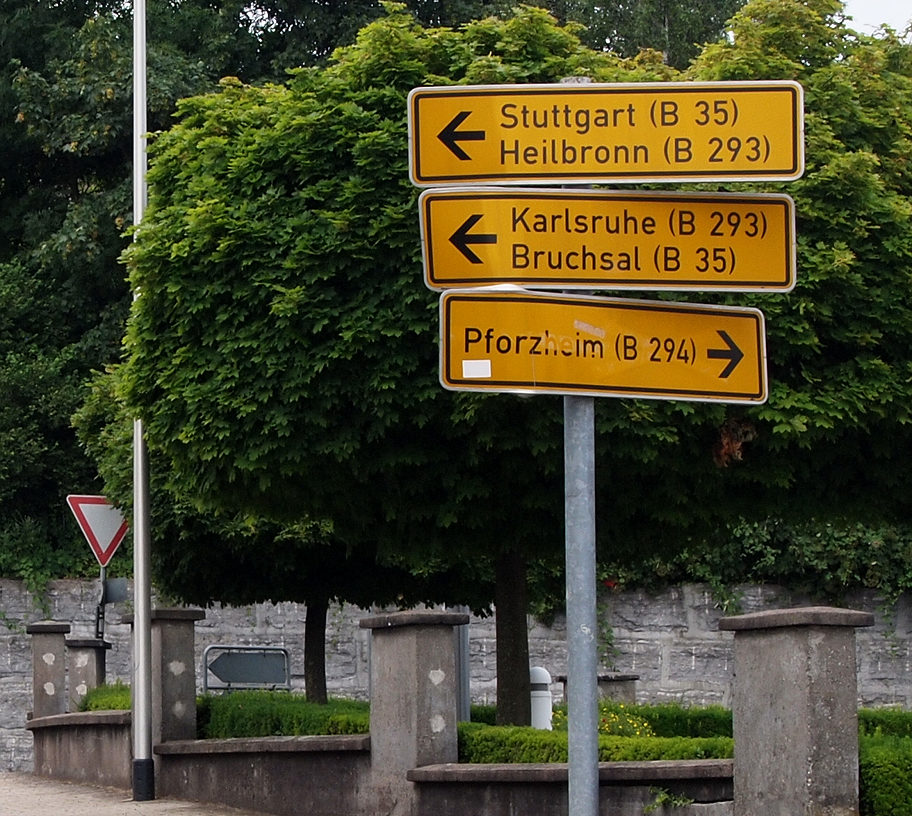
Abweichende Beschriftung

Eine Besonderheit sind die Bundesstraßen mit gleicher Nummerierung: So existiert die B 199 zum einen in Mecklenburg-Vorpommern (Butzow – Anklam), zum anderen in Schleswig-Holstein (Niebüll – Flensburg – Kappeln). Auch die B 250 gibt es zweimal, einerseits die ursprüngliche Reichsstraße 250 (Wanfried – Treffurt – Creuzburg) und andererseits die in der DDR neu gebildete Fernstraße 250 (Querfurt – Nebra – Bad Bibra – Eckartsberga).
Die einzige zweistellige Bundesstraßennummer, die in der Bundesrepublik Deutschland nicht vergeben wurde, ist die 78. Die ehemalige Reichsstraße 78 von Trzebnica bis Ostróda liegt heute komplett in Polen. In Österreich gibt es die Obdacher Straße B 78.
Kurze Abzweige von Bundesstraßen werden manchmal mit der Bundesstraßennummer und einem nachgestellten „a“ bezeichnet (zum Beispiel Bundesstraße 7a (Creuzburg – Herleshausen)). Daneben ist es auch gebräuchlich, für neu ausgebaute Bundesstraßen hinter die Nummer ein „n“ zu stellen (wie B 27n für die Schnellstraße Stuttgart-Degerloch – Kirchentellinsfurt bis Mitte der 1990er Jahre). Es handelt sich dabei um sogenannte Ersatzbundesstraßen (kurz EB).
Für den mittleren Ring in München wurde die Bundesstraßennummer 2 R (R für Ring) vergeben, in Nürnberg für die Ringstraße die Bundesstraßennummer 4 R.
Während der Teilung Berlins wurden in West-Berlin ersatzweise eigene Bundesstraßenabschnitte ausgewiesen. Diese erhielten zur Kennzeichnung jedoch keine Zahlen, sondern die Buchstaben E, R, S und Z. Da es sich um innerstädtische Verbindungen handelte, war, analog der Farbzuordnung, die in der Straßenverkehrs-Ordnung der Unterscheidung von über- und innerörtlichen Wegweisern dient (Zeichen 419 und 432), die Grundfarbe nicht Gelb, sondern Weiß.
Beschilderung

Zeichen 401 „Bundesstraßennummer“
Abzweig der Bundesstraße 28
Ersatzbundesstraße 71

#### Herabstufung von Bundesstraßen
Nach § 2 Abs. 4 FStrG sind Bundesstraßen herabzustufen oder aufzulassen, wenn die überregionale Verkehrsbedeutung durch eine inzwischen gebaute parallele Autobahn übernommen worden ist. Schon 1986 hat der Bundesrechnungshof gerügt, dass viele Abschnitte von Bundesstraßen immer noch als Bundesstraßen geführt und vom Bund unterhalten werden, obwohl diese Bedingung gegeben ist. Im Jahr 1995 hat die Bundesregierung ein Abstufungskonzept beschlossen. Die Bundesländer haben sich dann bis zum Erfolg im Jahr 2000 vor dem Bundesverfassungsgericht gegen eine damit verbundene „zwangsweise“ Übernahme der Baulastträgerschaft gewehrt. 
Im Jahr 2009 unternahm der Bundesrat einen Vorstoß zu einer einvernehmlichen Regelung zwischen Bund und Ländern. Die Verkehrsministerkonferenz stimmte im Oktober 2011 dem Abschluss entsprechender Bund-Ländervereinbarungen zu.

### Österreich

#### Systematik

##### Bundesstraßen A und S

Verkehrsschild für Autobahn „A1“

Verkehrsschild für Schnellstraße „S16“

Die Bundesstraßen werden eingeteilt in:
- Bundesstraßen A (Bundesautobahnen) – das sind planfrei angelegte Straßen, die sich für den Schnellverkehr eignen und besondere Anschlussstellen für Zu- und Abfahrt aufweisen (Autobahnen);
- Bundesstraßen S (Bundesschnellstraßen) – das sind andere für den Schnellverkehr geeignete Straßen.

Die Einordnung als Bundesautobahn oder Bundesschnellstraße sagt nichts über die Einordnung nach der Straßenverkehrsordnung. Mehrere Bundesschnellstraßen sind Autobahnen im Sinne der Straßenverkehrsordnung (planfrei, getrennte Richtungsfahrbahnen, zulässige Höchstgeschwindigkeit 130 km/h statt 100 km/h).
Einige dieser Straßenzüge, wie etwa die A26 und S8 sind erst in Planung oder in Bau, wurden aber schon in die Verzeichnisse der Bundesstraßen aufgenommen.

##### Ehemalige Bundesstraßen B

Hinweiszeichen „Straße mit Vorrang“ für Straße Nummer 1 (Landesstraße B)

Die früheren Bundesstraßen B, die eigentlichen historischen Bundesstraßen, wurden zum 1. April 2002 in die Verwaltung der Bundesländer übertragen, der Begriff Bundesstraße B für diese Straßen entfiel damit im Bundesstraßengesetz (BStG 1971) ersatzlos. Bezeichnet wurden diese Bundesstraßen mit einem großen „B“ und einer fortlaufenden Nummer (zum Beispiel B 1, B 10 oder B 83). Unterschieden wurden die Bundesstraßen nach Straßenverkehrsordnung in Bundesstraße mit Vorrang (blaue quadratische Tafel mit der Bundesstraßennummer in weißer Schrift) und Bundesstraße ohne Vorrang (gelbe kreisrunde Tafel mit der Bundesstraßennummer in schwarzer Schrift). Mit der Übertragung der Bundesstraßen B in Landesverwaltung wurde auch die StVO geändert und wurden die Bundesstraßen mit Vorrang zu Straßen mit Vorrang. Die Bundesstraßen ohne Vorrang wurden nach StVO ersatzlos aufgehoben. Die zugehörigen Hinweistafeln auf diesen Straßen sollten bis Ende 2005 entfernt werden, neue durften nicht mehr aufgestellt werden. Dennoch sind vereinzelt noch solche Verkehrszeichen auf den ehemaligen „Bundesstraßen ohne Vorrang“ anzutreffen (→ Straßensystem in Österreich, „Historisch: Bundesstraße ohne Vorrang“).

#### Eigenschaften
Bundesstraßen in Österreich sind alle jene Straßenzüge, die in den zum Bundesstraßengesetz gehörenden Verzeichnissen als solche bestimmt oder die durch Bundesgesetz dazu erklärt werden. Im Detail wird der Verlauf durch eine Verordnung des Bundesministers für Verkehr, Innovation und Technologie bestimmt. Die Benützung der Bundesstraßen steht im Rahmen der straßenpolizeilichen und kraftfahrrechtlichen Bestimmungen jedermann offen. Träger der Baulast ist in Österreich der Bund. Dieser hat jedoch 1982 die Erhaltungs- und Finanzierungsaufgaben an die ASFINAG übertragen. Zu den Bundesstraßen gehören auch damit in Zusammenhang stehende Einrichtungen wie Lärmschutzeinrichtungen, Tunnels, Brücken, Unterführungen, Stützmauern sowie Vorrichtungen zur Einhebung der Autobahnmaut und Ähnliches.
Zugunsten von Bundesstraßen sind Eingriffe in Rechte Dritter zulässig.
- Für die Errichtung, Erhaltung oder Umgestaltung von Bundesstraßen samt den dazugehörenden baulichen Anlagen sind Enteignungen (gegen Schadloshaltung im Sinne des § 1323 ABGB) möglich.
- In einer Entfernung bis 40 m von einer Autobahn und 25 Meter von einer Schnellstraße dürfen keine Neu-, Zu- oder Umbauten vorgenommen werden.
- Auch die Bewirtschaftung angrenzender Grundstücke kann wegen möglicher Gefährdung des Bestandes der Straße eingeschränkt oder an die Einholung einer Bewilligung geknüpft werden:
  - Es kann angeordnet werden, dass angrenzende Wälder in einer Breite von vier Metern zu beiden Seiten zu schlägern, auszulichten oder in einer bestimmten Weise zu bewirtschaften sind.
  - Akustische Werbungen sind in einer Entfernung von 100 Meter unzulässig, optische Werbungen nur unter bestimmten Voraussetzungen und mit behördlicher Genehmigung gestattet.
  - Grundeigentümer müssen das Aufstellen von Schneezäunen und dergleichen dulden, wobei etwaige Schäden vergütet werden.
  - Die Ableitung von Wasser (etwa von Dächern) auf die Bundesstraße ist untersagt. Umgekehrt müssen die Anrainer den Abfluss des Wassers von der Bundesstraße und die Ablagerung von Schnee dulden.

### Brasilien
Brasilianische Fernstraßen werden als rodovias federais (Bundesstraßen) bezeichnet, wenn sie durch mehrere brasilianische Bundesstaaten führen.

### Kanada
Das Netz der Bundesstraßen in Kanada besteht aus:
- dem Trans-Canada Highway, der gemeinsam vom Bund und den Provinzen unterhalten wird
- den Federal Arteries in der National Capital Region, die von der NCC unterhalten werden, die  der Regierung Kanadas untersteht